# Тарих-и аминийа
«Тарих-и аминийа» («Тарих-и амнийе», «Таарих-и Эмэние») (чагат. تأريخ امنيه‎ — «История, посвящённая Амину» или «История спокойствия и безопасности») — историческое сочинение написанное на чагатайском языке в Восточном Туркестане. Автор — Муса Сайрами (1836—1917).
Муса Сайрами написал своё сочинение для аксакала Мухаммед-Амин-бая дадхаха, сына Мухаммед-Алим-бая. Название «Тарих-и аминийа» связано с именем Мухаммед-Амина. По мнению востоковеда К. А. Усманова, написана по инициативе российского консула в Кашгаре Н. Ф. Петровского. Автор использовал многие средневековые сочинения на персидском и тюркском языках. Сочинение состоит из введения (مقدمه), 2-х повествований-дастанов (داستان) и заключения (خاتمه). Посвящено истории Восточного Туркестана от времён Нуха (Ноя) до XIX века. Даны сведения о выселении ойратами населения из Сайрама в свои кочевья, об истории городов присырдарьинского региона в XVI веке и возникновении оседло-земледельческого хозяйства у джунгаров.
«Тарих-и аминийа» была издана российским востоковедом Н. Н. Пантусовым в Казани в 1905 году под названием «История владетелей Кашгарии».